# Arc International
Az ARC International egy francia háztartási eszközöket gyártó vállalat. Székhelye Arques, Franciaország. A céget Verrerie des Sept Ecluses néven alapították Franciaországban 1825-ben. 1892-ben átnevezték Verrerie Cristallerie d'Arques-re, majd az 1990-es évek átszervezéseit követően, 2000-ben kapta mostani elnevezését.
A vállalat 1916 óta a Durand család tulajdona, jelenlegi elnöke Guillaume de Fougières. Az ARC International a Luminarc, Cristal d'Arques Paris, Arcoroc, Chef & Sommelier és Pyrex márkanevek birtokosa.
Az ARC International a világ több országában rendelkezik gyártókapacitással, így Franciaországban, az Egyesült Államokban, Kínában, és az Egyesült Arab Emirátusban is.

## Statisztika
Az ARC International-nek 11.700 alkalmazottja van a világon. A fejlesztés a cég egyik legfontosabb területe, 260 ember a vállalat kutató- és fejlesztőrészlegén dolgozik, ebből 70 mérnök.
Gyártási kapacitás: 5 millió termék naponta.
2010-es forgalom: 1,1 milliárd euro.

## Luminarc
A Luminarc az ARC International legrégebbi divíziója, 1948-ban alapították. Elsősorban otthoni használatra szánt pohár- és étkészletek, konyhai üveg és műanyag tárolóedények gyártásával és forgalmazásával foglalkozik.

## Pyrex
A Pyrex konyhai üveg és kerámia sütő-illetve főzőedények, valamint laboratóriumi üvegek gyártásával foglalkozik.

## Cristal d'Arques Paris
A Cristal d'Arques Paris vállalat 1968-as alapítása forradalmasította a kristálypoharak piacát, ugyanis egyedülálló módon képesek voltak ólomüveg poharakat sorozatgyártásban előállítani.[forrás?]

## Arcoroc
Az 1958-ban alapított cég professzionális felhasználásra szánt poharak és tányérok, valamint evőeszközök gyártására specializálta magát.

## Külső hivatkozások
- ARC International honlapja
- https://web.archive.org/web/20111211075354/http://uk.arc-intl.com/Thegroup/arc-in-the-world.aspx
- https://web.archive.org/web/20080112101300/http://uk.arc-intl.com/Thegroup/key-statistics.aspx
- https://web.archive.org/web/20111201035503/http://uk.arc-intl.com/Thegroup/history.aspx